# Vittorino Girardi
Vittorino Girardi MCCI (ur. 24 marca 1938 w Lendinara) – włoski duchowny katolicki posługujący w Kostaryce, biskup diecezjalny Tilarán-Liberia w latach 2002-2016.

## Życiorys
Wstąpił do nowicjatu Misjonarzy Kombonian Serca Jezusowego i w tymże zgromadzeniu złożył profesję wieczystą 9 września 1962. Święcenia kapłańskie otrzymał 30 marca 1963 i został wysłany do Hiszpanii, by zostać wykładowcą w tamtejszych zakonnych seminariach. W latach 1975–1978 studiował w Rzymie, zaś po powrocie ze studiów został wykładowcą na Uniwersytecie Pontyfikalnym Meksyku. W 1992 wyjechał do Kostaryki, gdzie powierzono mu ponownie funkcje edukacyjne w miejscowych seminariach. Trzy lata później rozpoczął pracę jako wykładowca na Katolickim Uniwersytecie Kostaryki.
13 lipca 2002 papież Jan Paweł II mianował go biskupem diecezjalnym Tilarán-Liberia. 21 września 2002 z rąk arcybiskupa Antonio Sozzo przyjął sakrę biskupią.
6 lutego 2016 przeszedł na emeryturę, a jego następcą został Manuel Eugenio Salazar Mora.